# Edmonton Oilers
Edmonton Oilers là một câu lạc bộ khúc côn cầu trên băng có trụ sở tại Edmonton, Alberta, Canada. Đội thi đấu tại giải NHL, là thành viên của phân khu Thái Bình Dương (Pacific) thuộc liên đoàn miền Tây. Sân nhà của Edmonton Oilers là Rogers Place, mở cửa năm 2016. Oiler là 1 trong 2 đội có trụ sở tại tỉnh bang Alberta, đội còn lại là Calgary Flames. 
Đội được thành lập vào năm 1971 bởi W. D. "Wild Bill" Hunter và Dr. Chuck Allard và thi đấu tại mùa giải 1972–73 với tư cách là một trong mười hai đội sáng lập World Hockey Association (WHA). Kế hoạch ban đầu là Oilers sẽ là một trong hai đội WHA đến từ Alberta cùng với Calgary Broncos. Tuy nhiên, khi Broncos chuyển khẩu và đổi tên thành Cleveland Crusaders trước khi mùa giải WHA đầu tiên khởi tranh, đội lấy tên là Alberta Oilers. Một năm sau đội chính thức lấy tên Edmonton Oilers và sau đó gia nhập NHL năm 1979 với tư cách là 1 trong 4 đội được tiếp nhận sau thương vụ sáp nhập giữa NHL và WHA. 

## Lịch sử

### Kỷ nguyên hiện đại

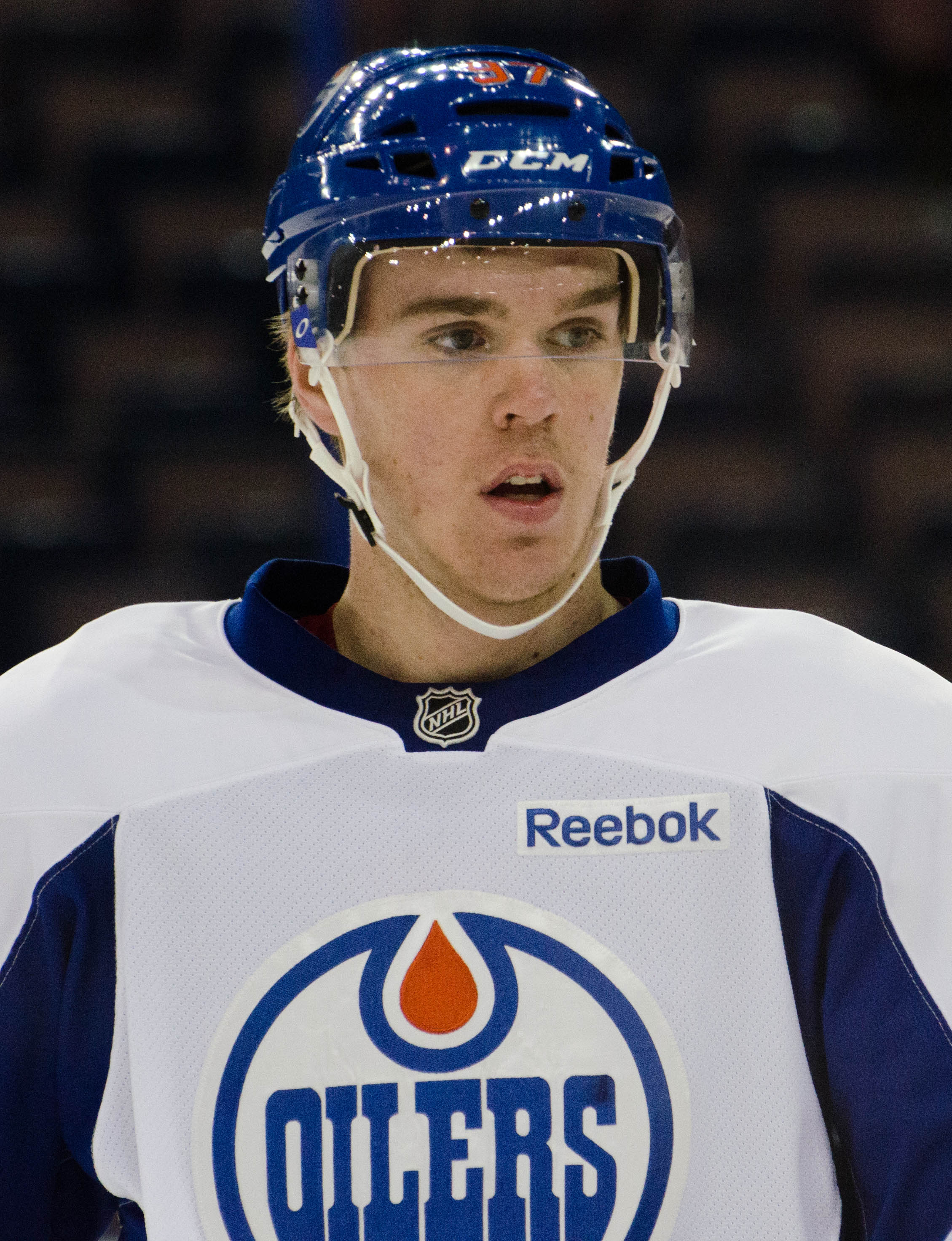
Oilers lựa chọn Connor McDavid với lượt chọn đầu tiên vào năm 2015.

Oilers có được lượt chọn đầu tiên vào kì tuyển quân (NHL entry draft) và lựa chọn Connor McDavid, người sau này trở thành đội trưởng và cầu thủ quan trọng nhất của Oilers.
Mùa 2015–16, Oilers chỉ giành được 31 trận thắng và không được tham dự playoff. Sau mùa giải này, đội thay đổi sân nhà từ Rexall Place sang sân nhà mới Rogers Place. Đội bắt đầu có những thay đổi quan trọng và tăng cường hàng thủ, đồng thời đưa McDavid thành đội trưởng trẻ nhất lịch sử NHL ở độ tuổi 19. 
Mùa giải 2016–17 là thành công của Oilers khi họ chiến thắng 47 trận, giành vé vào playoff sau 11 năm vắng bóng. McDavid ngay năm đầu làm đội trưởng đã ghi được 100 điểm, trong đó có 70 kiến tạo và giành được Art Ross Trophy (giải thưởng dành cho cầu thủ ghi nhiều điểm nhất) và Hart Memorial Trophy (MVP - cầu thủ xuất sắc nhất giải đấu).  Anh cùng với 2 đồng đội là Leon Draisaitl và Patrick Maroon trở thành hàng tiền đạo hàng đầu giải đấu khi đó.
Tại vòng playoff đầu tiên, họ đánh bại San Jose Sharks với tỉ số tổng 4–2, nhưng ngay sau đó thất bại trước Anaheim Ducks sau khi kéo được đối thủ đến trận 7, kết thúc mùa giải khởi sắc đầu tiên của đội Edmonton Oilers.
Mùa giải 2017–2018 của Oilers bắt đầu có nhiều sự kì vọng tiếp nối sự thành công mùa giải trước đó, và họ cũng tái kí các ngôi sao McDavid và Draisaitl với các bản hợp đồng lớn trị giá lần lượt $100 triệu và $68 triệu, nhưng Oilers chỉ có thành tích 36–40–6 và thêm 1 lần bỏ lỡ playoff. Tương tự cho mùa giải 2018–2019, họ thêm lần nữa không thể tham dự playoff, đánh dấu kỉ lục chỉ tham dự playoff 1 lần trong 13 mùa gần nhất.
Ở mùa giải 2023–24, Oiler khởi đầu vô cùng tệ hại khi có thành tích 3–9–1 khiến cho huấn luyện viên trưởng Jay Woodcroft và trợ lí Dave Manson bị sa thải vào ngày 12 tháng 12 năm 2023. Nhưng đến cuối mùa họ có thành tích 49–27–6, với thành tích 46–18–5 dưới thời huấn luyện viên mới Kris Knoblauch, qua đó có vị trí thứ hai tại Phân khu Thái Bình Dương và năm thứ ba liên tiếp đối đầu với Los Angeles Kings tại vòng playoff đầu tiên. Trong số này có chuỗi 16 trận thắng liên tiếp từ ngày 21 tháng 11 năm 2023 gặp New Jersey Devils cho đến khi thua Vegas Golden Knights vào ngày 6 tháng 2 năm 2024. Zach Hyman có 54 bàn mùa này, thành tích tốt nhất trong sự nghiệp của anh, trong khi Connor McDavid, với 100 đường kiến tạo thành bàn, trở thành người thứ tư kể từ mùa giải 1990–91 có thành tích này trong một mùa giải cùng với cựu đội trưởng Oilers Wayne Gretzky cùng hai huyền thoại khác là Mario Lemieux và Bobby Orr. Sau khi đánh bại Los Angeles Kings năm thứ ba liên tiếp ở vòng 1, Vancouver Canucks ở vòng 2, và Dallas Stars ở chung kết miền Tây, Oilers trở lại Chung kết Cúp Stanley lần đầu tiên kể từ năm 2006 để đối đầu với Florida Panthers. Sau khi thua trắng 3 trận đầu, Oilers thắng lại 3 trận tiếp theo để kéo loạt trận vào trận 7, nơi họ chấp nhận thất bại 1–2. Tuy vậy, Connor McDavid vẫn được trao danh hiệu Cúp Conn Smythe

## Sân nhà
- Edmonton Gardens (1972–1974)
- Northlands Coliseum (1974–2016)

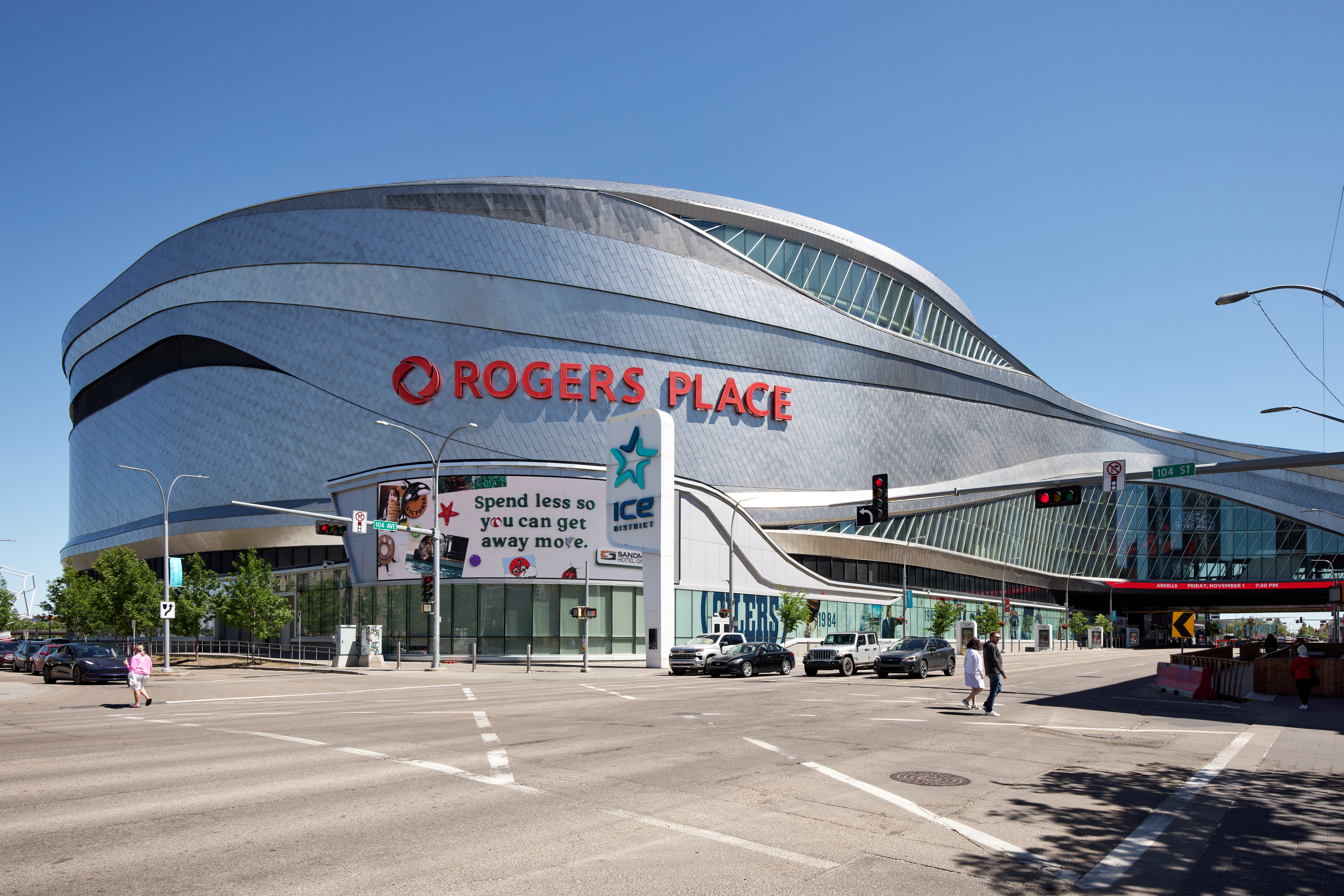
Rogers Place là sân nhà hiện tại của Edmonton Oilers.

- Sân vận động Commonwealth (2003 Heritage Classic, 2023 Heritage Classic)
- Rogers Place (2016–nay)

## Các số áo đã treo
| Số   | Cầu thủ        | Vị trí             | Sự nghiệp           | Thời điểm treo áo      |
| ---- | -------------- | ------------------ | ------------------- | ---------------------- |
| 3    | Al Hamilton    | Hậu vệ             | 1972–1980           | 10 tháng 10 năm 1980 1 |
| 4    | Kevin Lowe     | Hậu vệ             | 1979–1992 1996–1997 | 5 tháng 11 năm 2021    |
| 7    | Paul Coffey    | Hậu vệ             | 1980–1987           | 18 tháng 10 năm 2005   |
| 9    | Glenn Anderson | Tiền đạo cánh phải | 1980–1991 1995–1996 | 18 tháng 1 năm 2009    |
| 11   | Mark Messier   | Tiền đạo cánh trái | 1979–1991           | 27 tháng 2 năm 2007    |
| 17   | Jari Kurri     | Tiền đạo cánh phải | 1980–1990           | 6 tháng 10 năm 2001    |
| 31   | Grant Fuhr     | Thủ môn            | 1981–1991           | 9 tháng 10 năm 2003    |
| 99 2 | Wayne Gretzky  | Tiền đạo trung tâm | 1978–1988           | 1 tháng 10 năm 1999    |

Notes:
- 1 Buổi lễ treo áo tổ chức vào 4 tháng 4 năm 2001.
- 2 Số áo 99 của Gretzky được treo trên toàn NHL vào ngày 6 tháng 2 năm 2000.[11]